# Длительная медленная тренировка
Длительная медленная тренировка — один из типов аэробных тренировок в беге, лыжах, велосипеде, плаванье и других циклических видах спорта. Во многих системах тренировок длительные медленные являются фундаментом подготовки и занимают большую часть тренировочного плана. Их продолжительность обычно составляет от 1 до 8 ч в зависимости от уровня и целей спортсменов.
Необходимыми предпосылками таких тренировок являются: развитая сердечно-сосудистая система, стабильный теплообмен, отлаженные процессы преобразования энергии митохондриями и окисления в скелетных мыщцах и высокое потребление жиров в качестве источника энергии. Немецкий спортивный врач Эрнст ван Аакен считается основателем метода длительных аэробных тренировок в медленном темпе.

## Физиологические эффекты длительных медленных тренировок
1. Улучшение способности организма к высвобождению и сжиганию свободных жирных кислот. Происходят ферментативные и гормональные изменения в клетках мышц, облегчающие использование жиров в качестве источника энергии при длительных нагрузках.
2. Улучшение кровообращения в мышцах, что способствует лучшему выведению продуктов распада из мышечных тканей и притоку свежей крови, кислорода и энергии для дальнейшей работы.
3. Растет количество и производительность митохондрий — внутриклеточных генераторов энергии.

Эти физиологические изменения создают мощную сердечно-сосудистую систему, на которой держатся все остальные тренировки. Прочная аэробная база способствует эффективной доставке кислорода и питания к мышцам и быстрому выведению вредных вызывающих утомление продуктов распада. Благодаря прочной аэробной базе организм сможет функционировать при высокой интенсивности в течение длительного периода времени, не испытывая при этом отрицательного влияния высокоинтенсивной нагрузки, вызывающей утомление и заставляющей вас замедлить темп. Длительные медленные тренировки во время соревновательного периода обеспечивают активное восстановление после соревнований и интервальных тренировок, а также позволяют поддерживать аэробную базу.